# لورنس أوكولي
لورنس أوكولي (بالإنجليزية: Lawrence Okolie)‏ (مواليد 16 ديسمبر 1992) هو ملاكم من المملكة المتحدة، مثّل بلاده في الألعاب الأولمبية الصيفية 2016.

## روابط خارجية
لورنس أوكولي على موقع بوكس ريك (الإنجليزية) (registration required)
- لورنس أوكولي على موقع أوليمبيديا (الإنجليزية)
- لورنس أوكولي على موقع اللجنة الأولمبية البريطانية (الإنجليزية)